# David Gogo
David Gogo, né le 18 mars 1969 à Nanaimo (Canada), est un guitariste de blues canadien.

## Carrière
David Gogo fonde le groupe The Persuaders, qui tourne en première partie d'artistes comme Johnny Winter, Buddy Guy, Albert Collins ou encore Otis Rush. Après une tournée en Europe, il signe un contrat solo avec EMI Records.
Il publie plusieurs albums, parmi lesquels Dine Under the Stars, Change of Pace, Bare Bones, Halfway to Memphis, Live At Deer Lake, Skeleton Key, Vibe et Acoustic, nommé aux Prix Juno 2007.
Il collabore également avec d'autres artistes, par exemple en participant à l'enregistrement de l'album de Tom Cochrane Mad Mad World.